# Felixberto Camacho Flores
Felixberto Camacho Flores (* 23. Januar 1921 in Agaña, Guam; † 25. Oktober 1985 in San Francisco, Kalifornien) war ein guamischer römisch-katholischer Geistlicher und von 1971 bis zu seinem Tod Erzbischof von Agaña.

## Ausbildung
Nach Erlangung des Schulabschlusses in seiner Heimatstadt studierte Flores für ein Jahr Ingenieurwissenschaften an der von Jesuiten geleiteten Universität Ateneo de Manila auf den Philippinen und schloss mit Auszeichnung ab. 1940 trat er in das Priesterseminar San Jose in Manila ein. Während des Zweiten Weltkriegs wurde er zusammen mit anderen US-Amerikanern für einige Zeit von den Japanern interniert. Nach dem Krieg wechselte Flores an das Saint John's Seminary im Bostoner Stadtteil Brighton in Massachusetts. Außerdem besuchte er Kurse an der Fordham University in New York City.

## Priestertum und Bischofszeit
Am 30. April 1949 empfing Flores in der Kathedrale von Agaña durch Bischof Apollinaris William Baumgartner OFMCap das Sakrament der Priesterweihe. Während seiner Priesterzeit war er unter anderem im Bildungswesen sowie als Herausgeber der Diözesanzeitung aktiv. 1959 wurde ihm der Titel eines Päpstlichen Kammerherren verliehen, 1963 wurde er Ehrenprälat seiner Heiligkeit.
Am 5. Februar 1970 ernannte Papst Paul VI. ihn zum Apostolischen Administrator von Agaña und Titularbischof von Stagnum. Die Bischofsweihe spendete ihm am 17. Mai 1970 der damalige Apostolische Delegat in den Vereinigten Staaten, Erzbischof Luigi Raimondi; Mitkonsekratoren waren Félix Ley OFMCap, Apostolischer Administrator von Naha, und Martin Joseph Neylon SJ, Apostolischer Vikar der Karolinen und Marshallinseln (Ozeanien). Am 24. Mai 1971 wurde Flores zum Bischof von Agaña ernannt, ehe er 1984 mit der Erhebung des Bistums zum Erzbistum durch Papst Johannes Paul II. zum Erzbischof wurde.
Er erlag am 25. Oktober 1985 in San Francisco einem Herzstillstand, nachdem er sich zuvor einem chirurgischen Eingriff unterzogen hatte. Er wurde in der Krypta der Kathedrale seines Erzbistums beigesetzt.